# Cyprinodon rubrofluviatilis
Cyprinodon rubrofluviatilis és una espècie de peix de la família dels ciprinodòntids i de l'ordre dels ciprinodontiformes.

## Morfologia
Els mascles poden assolir els 6 cm de longitud total.

## Distribució geogràfica
Es troba a Nord-amèrica: Oklahoma i Texas (Estats Units).